# ニトロプラス
株式会社ニトロプラス（英: Nitroplus Co., Ltd.）は、日本のゲーム会社、キャラクターデザイン事務所。株式会社サイバーエージェントの連結子会社。
本社は東京都中央区（台東区→墨田区→千代田区に移転していた時期があった）。アージュ・オーバーフローと共に「ちよれん」を構成している。

## 概要
主なシナリオライターに虚淵玄、下倉バイオなど、原画家にきんりきまんとうを抱える。それぞれが様々な創作作品（アニメ・特撮ドラマなど）にニトロプラスからの参加という形で活躍しており、現在は彼ら所属クリエイターたちの事務所的側面が強くなっているが、今でも基本的にはゲームメーカーである（近年はアダルトゲーム市場の縮小化と衰退期からアダルト部門は事実上、活動を終了している）。
かつては中央東口（『鬼哭街』や『沙耶の唄』など）やNiθ（『斬魔大聖デモンベイン』シリーズなど）も在籍していたが、現在この両名はフリーの身からニトロプラスを支えている。
また、ZIZZ STUDIOが手がけるBGM・主題歌は、『NITRO SUPER SONIC』という名前で毎年ライブが行われる。このライブのイメージキャラとして誕生したすーぱーそに子はライブ以外にも様々なジャンルで活躍中。
妹ブランドにBLゲームを製作している「ニトロキラル」がある。
2021年、『刀剣乱舞』による利益の中から刀剣文化支援を行ってきた実績が評価され、紺綬褒章を授与された。
同年、ロゴをリニューアルし、年齢制限を伴う表現を含むコンテンツを主に取り扱う新ブランド「ニトロオリジン」を設立した。
2024年7月1日付で発行済株式の72.5%をサイバーエージェントが取得し、同社の連結子会社となる。代表取締役社長の小坂孝志（小坂崇氣、でじたろう）と副社長の虚淵玄はそのまま経営に携わり、スタッフもそのまま在籍する。ニトロプラスはこれまでM&Aの提案を一貫して断っていたが、小坂が社外取締役を努めているネルケプランニングにおけるM&Aの経緯を聞きサイバーエージェント代表取締役の藤田晋を紹介して貰い、ニトロプラス側から提案をしたことで成立した。同年9月1日にはグループ会社のコンテライドとプロケットを吸収合併、両社の事業を継承した。

## 発売ゲーム一覧
| 発売年 | 発売日   | タイトル                                             | 原画                                                           | シナリオ                                             | 備考                                     |
| ------ | -------- | ---------------------------------------------------- | -------------------------------------------------------------- | ---------------------------------------------------- | ---------------------------------------- |
| 2000年 | 2月25日  | Phantom -PHANTOM OF INFERNO-                         | 矢野口君                                                       | 虚淵玄                                               |                                          |
| 2001年 | 1月26日  | 吸血殲鬼ヴェドゴニア                                 | 中央東口、Niθ                                                  | 虚淵玄                                               |                                          |
| 2002年 | 3月29日  | 鬼哭街                                               | 中央東口                                                       | 虚淵玄                                               |                                          |
| 2002年 | 9月27日  | "Hello, world."                                      | きんりきまんとう                                               | 南條しかし                                           |                                          |
| 2003年 | 4月25日  | 斬魔大聖デモンベイン                                 | Niθ                                                            | 鋼屋ジン                                             |                                          |
| 2003年 | 12月26日 | 沙耶の唄                                             | 中央東口                                                       | 虚淵玄                                               |                                          |
| 2004年 | 9月17日  | Phantom INTEGRATION                                  | 矢野口君                                                       | 虚淵玄                                               |                                          |
| 2005年 | 1月28日  | 天使ノ二挺拳銃                                       | 中央東口                                                       | むーたろう、小形修一                                 |                                          |
| 2005年 | 6月24日  | 塵骸魔京                                             | Niθ                                                            | 夜刀史朗                                             |                                          |
| 2005年 | 9月30日  | 刃鳴散らす                                           | 大崎シンヤ                                                     | 奈良原一鉄                                           |                                          |
| 2006年 | 2月3日   | サバト鍋-Nitro Amusement Disc-                       | 津路参汰、大崎シンヤ                                           | 鋼屋ジン、奈良原一鉄                                 |                                          |
| 2006年 | 5月26日  | 機神飛翔デモンベイン                                 | Niθ                                                            | 鋼屋ジン                                             |                                          |
| 2006年 | 8月11日  | 字祷子D 妖都最速伝説                                 |                                                                |                                                      |                                          |
| 2007年 | 1月26日  | 月光のカルネヴァーレ                                 | 大崎シンヤ                                                     | 下倉バイオ                                           |                                          |
| 2007年 | 7月27日  | 続・殺戮のジャンゴ -地獄の賞金首-                    | Niθ                                                            | 虚淵玄                                               |                                          |
| 2007年 | 9月28日  | ニトロ+ロワイヤル -ヒロインズデュエル-               | 津路参汰                                                       | 鋼屋ジン、奈良原一鉄 下倉バイオ、虚淵玄 おがみけいち |                                          |
| 2008年 | 4月25日  | CHAOS;HEAD                                           | ささきむつみ                                                   | 林直孝                                               | 科学アドベンチャーシリーズ               |
| 2008年 | 9月26日  | スマガ                                               | 津路参汰                                                       | 下倉バイオ                                           |                                          |
| 2009年 | 6月26日  | スマガスペシャル                                     | 津路参汰                                                       | 下倉バイオ                                           |                                          |
| 2009年 | 10月30日 | 装甲悪鬼村正                                         | なまにくATK                                                    | 奈良原一鉄                                           |                                          |
| 2010年 | 8月13日  | 装甲悪鬼村正 邪念編                                  | なまにくATK                                                    | 鋼屋ジン、東出祐一郎 秋田禎信                        |                                          |
| 2010年 | 8月26日  | STEINS;GATE                                          | huke                                                           | 林直孝、谷崎央佳                                     | 科学アドベンチャーシリーズ               |
| 2010年 | 12月17日 | アザナエル                                           | 津路参汰                                                       | 下倉バイオ                                           |                                          |
| 2011年 | 5月27日  | 鬼哭街（リメイク版）                                 | 中央東口                                                       | 虚淵玄                                               |                                          |
| 2011年 | 11月25日 | ソニコミ                                             |                                                                |                                                      |                                          |
| 2012年 | 6月16日  | フェノメノ 美鶴木夜石は怖がらない ビジュアルノベル版 | 安倍吉俊、田中雄一 なまにくATK                                 | 一肇                                                 |                                          |
| 2012年 | 7月26日  | ギルティクラウン ロストクリスマス                    | 中央東口                                                       | 鋼屋ジン                                             |                                          |
| 2013年 | 6月28日  | 君と彼女と彼女の恋。                                 | 津路参汰                                                       | 下倉バイオ                                           |                                          |
| 2013年 | 8月30日  | Phantom -PHANTOM OF INFERNO-                         | 山下喜光、佐々木睦美 菊地洋子、門智昭 つばたよしあき、芝美奈子 | 虚淵玄 ヤスカワショウゴ スタジオオルフェ             | Xbox 360の逆移植版                       |
| 2016年 | 1月29日  | 凍京NECRO〈トウキョウ・ネクロ〉                      | 大崎シンヤ                                                     | 下倉バイオ                                           |                                          |
| 2018年 | 7月27日  | みにくいモジカの子                                   | はましま薫夫                                                   | 下倉バイオ                                           |                                          |
| 2019年 | 4月24日  | 機神咆吼デモンベイン                                 | Niθ                                                            | 鋼屋ジン                                             | PS2の逆移植版                            |
| 2025年 | 4月17日  | Rusty Rabbit                                         |                                                                | 虚淵玄                                               | アクションゲーム 共同制作：NetEase Games |
| 2025年 | 4月24日  | Dolls Nest                                           |                                                                | 大樹連司、分解刑                                     | アクションゲーム                         |

## 参加作品
〈〉内は名前に括弧書きでニトロプラスを付してクレジットされている人物を記す。所属でない人物でもニトロプラスを通した仕事などの場合で同様のクレジットがなされることがある。
〈〉がない箇所はニトロプラスとしてクレジットされている。

### アニメ・映像作品
- Phantom -PHANTOM THE ANIMATION-（2004年、原作）
- 機神咆吼デモンベイン（OVA）（2004年、原作、プロット原案・脚本監修〈鋼屋ジン〉、キャラクターデザイン・メカデザイン原案〈にし〜〉、設定監修、設定監修管理〈小野大輔〉、オリジナル3DCGIモデリング）
- Gothic Lolita Fighting Sequence（イベント「NITRO SUPER SONIC 2005」上映用フル3Dプロモーション）
- 機神咆吼デモンベイン（テレビアニメ）（2006年、原作、映像特典『OUROBOROS RONDO』製作）
- ブラスレイター（2008年、原作、シリーズ構成〈虚淵玄〉）
- カオス;ヘッド -CHAOS;HEAD-（2008年、原作）
- Phantom 〜Requiem for the Phantom〜（2009年、原作）
- 魔法少女まどか☆マギカ（2011年〈テレビアニメ〉・2012年・2013年・2025年〈劇場アニメ〉、脚本〈虚淵玄〉、製作）
- STEINS;GATE（2011年、原作）
  - 劇場版 STEINS;GATE 負荷領域のデジャヴ（2013年、原作・製作）
- Fate/Zero（2011年、原作〈虚淵玄〉、製作）
- PSYCHO-PASS サイコパス（2012年〈テレビアニメ〉・2015年〈劇場アニメ〉、ストーリー原案・脚本〈虚淵玄〉、制作）
  - PSYCHO-PASS サイコパス 2（2014年、制作）
  - PSYCHO-PASS サイコパス Sinners of the System（2019年、シリーズ原案〈虚淵玄〉、制作）
  - PSYCHO-PASS サイコパス 3（2019年〈テレビアニメ〉・2020年〈劇場アニメ〉、制作）
  - 劇場版 PSYCHO-PASS サイコパス PROVIDENCE（2023年、ベースドストーリー原案〈虚淵玄〉、制作）
- 翠星のガルガンティア（2013年、原案・シリーズ構成〈虚淵玄〉、メカニックデザイン〈石渡マコト〉、脚本〈虚淵玄、砂阿久雁〉、製作）
  - 翠星のガルガンティア 〜めぐる航路、遥か〜（2014年、ストーリー監修〈虚淵玄〉、メカニックデザイン〈石渡マコト〉、製作）
- 熱風海陸ブシロード（2013年、原作、脚本原案〈海法紀光、小太刀右京〉、キャラクター原案〈三杜シノヴ〉、メカニックデザイン〈Niθ、石渡マコト〉、クリーチャーデザイン〈中央東口〉、製作）
  - 製作中止となっていたが、2013年に企画の再始動が発表され、ニトロプラスも製作に大幅に参加することとなった。（再始動前はメカニックデザインとしての参加）
- そにアニ -SUPER SONICO THE ANIMATION-（2014年、原作、原作キャラクターデザイン〈津路参汰〉、原作監修〈徒歩十分〉、製作）
- アルドノア・ゼロ（2014年、ストーリー原案・脚本〈虚淵玄〉、製作）
- 楽園追放 -Expelled from Paradise-（2014年、原作、脚本〈虚淵玄〉、メカニックデザイン〈石渡マコト〉）
- ガンスリンガー ストラトス（2015年、原案〈虚淵玄〉、脚本プロデュース、シリーズ構成・脚本〈海法紀光〉）
- がっこうぐらし!（2015年、原作〈海法紀光〉、脚本プロデュース、シリーズ構成〈海法紀光〉）
- Thunderbolt Fantasy 東離劍遊紀（2016年、キャラクターデザイン・グラフィックデザイン・製作）
  - Thunderbolt Fantasy 生死一劍（2017年、キャラクターデザイン・製作）
  - Thunderbolt Fantasy 東離劍遊紀2（2018年、キャラクターデザイン・グラフィックデザイン・製作）
  - Thunderbolt Fantasy 西幽玹歌（2019年、キャラクターデザイン・製作）
  - Thunderbolt Fantasy 東離劍遊紀3（2021年、キャラクターデザイン・製作）
  - Thunderbolt Fantasy 東離劍遊紀4（2024年、キャラクターデザイン・製作）
- 刀剣乱舞-花丸-（2016年、原案・製作）
  - 続 刀剣乱舞-花丸-（2018年、原案・製作）
  - 特 刀剣乱舞-花丸- 〜雪月華～（2022年、原案）
- 活撃 刀剣乱舞（2017年、原案・製作、脚本〈鋼屋ジン〉、キャラクター原案〈源覚〉）
- GODZILLA（2017年・2018年、ストーリー原案・シリーズ構成・脚本〈虚淵玄〉）
- 映画刀剣乱舞-継承-（2019年、原案・製作）
  - 映画刀剣乱舞-黎明-（2023年、原案）
- OBSOLETE（2019年、原案・シリーズ構成〈虚淵玄〉、メカニックデザイン〈石渡マコト〉、脚本〈虚淵玄、大樹連司、鋼屋ジン〉、製作）
- 東京24区（2022年、構成・脚本〈下倉バイオ〉、製作）
- バブル（2022年、脚本〈虚淵玄、大樹連司〉、製作）
- 咲う アルスノトリア すんっ!（2022年、原作、原案〈一肇〉、キャラクターデザイン原案〈きんりきまんとう、津路参汰、猫缶まっしぐら、源覚、三杜シノヴ、山田外朗〉、協力〈石渡マコト、わいっしゅ〉、製作）
- REVENGER（2023年、ストーリー原案・シリーズ構成〈虚淵玄〉、脚本〈虚淵玄、大樹連司〉）
- Buddy Daddies（2023年、ストーリー原案・シリーズ構成・脚本〈下倉バイオ〉）
- 刀剣乱舞 廻 -虚伝 燃ゆる本能寺-（2024年、原案）

### 主な小説
- 虚淵玄『白貌の伝道師』（2004年12月 ニトロプラス / 2012年3月 星海社FICTIONS）
- 一肇『フェノメノ』（2012年1月 - 2014年6月 星海社FICTIONS / 2015年11月 - 2016年7月 星海社文庫）

#### Nitroplus Books
自社書籍レーベル
- 鋼屋ジン『装甲悪鬼村正 妖甲秘聞 鋼』（2011年2月）
- 一肇『小説版 魔法少女まどか☆マギカ』（2011年8月 初回限定版 / 2011年12月 上・下）
- 砂阿久雁『ギルティクラウン プリンセス・オブ・デッドプール』（2012年4月[注釈 1]）
- 桜井光『灰燼のカルシェール -What a beautiful sanctuary-』（2013年2月[注釈 1]）
- 深見真『PSYCHO-PASS サイコパス 上 特装版』（2013年2月[注釈 1]）
- 深見真、高羽彩『PSYCHO-PASS サイコパス 下＆ゼロ 名前のない怪物 特装版』（2013年4月[注釈 1]）
- 海法紀光『翠星のガルガンティア 少年と巨人』（2014年5月）
- 桜井光『PSYCHO-PASS LEGEND 追跡者 縢秀星 特装版』（2014年8月）
- 深見真『PSYCHO-PASS LEGEND 執行官 狡噛慎也 理想郷の猟犬 ユートピア・ハウンド 特装版』（2015年4月[注釈 1]）
- 大樹連司『楽園追放 2.0：楽園残響 -Godspeed You-』（2015年9月[注釈 1]）
- 手代木正太郎、江波光則『Thunderbolt Fantasy 東離劍遊紀 外伝』（2017年4月[注釈 1]）

### Nitroplus Tunes
自社音楽ダウンロード配信
- 『沙耶の唄』オリジナルサウンドトラック
- Angelos Armas『天使ノ二挺拳銃』オリジナルサウンドトラック
- Chaos Gate『塵骸魔京』オリジナルサウンドトラック
- BLADE ARTS『刃鳴散らす』オリジナルサウンドトラック
- FIRST ASTRONOMICAL VELOCITY ～Complete Collection～
- DANCES & DRAGONS!『竜†恋[Dra+KoI]』オリジナルサウンドトラック
- Fabula Adamas『機神飛翔デモンベイン』オリジナルサウンドトラック
- 御伽の月の綺想曲（カプリチオ）『月光のカルネヴァーレ』オリジナルサウンドトラック
- Tre donne crudeli『続・殺戮のジャンゴ -地獄の賞金首-』オリジナルサウンドトラック
- Sumaga Music Galaxy『スマガ』サウンドトラック
- Cosmic Disco『スマガスペシャル』サウンドトラック
- 邪悪宣言『装甲悪鬼村正』オリジナルサウンドトラック
- 灼熱
- premiere
- Assemble
- Brand New World
- Phantom PHANTOM OF INFERNO ORIGINAL SOUNDTRACK
- SILENCE
- 『吸血殲鬼ヴェドゴニア』オリジナルサウンドトラック
- WHITE NIGHT
- 『The Cyber Slayer 鬼哭街』オリジナルサウンドトラック
- 『“Hello, world.”』オリジナルサウンドトラック
- 『斬魔大聖デモンベイン』オリジナルサウンドトラック
- 『機神咆吼デモンベイン』オリジナルサウンドトラック
- サマーイリュージョン TVサイズ ver.
- ムーンライトでぶっとばせ！ 〜MOONLIGHT STAR〜 TVサイズ ver.
- クリスタル・ドリーム TVサイズ ver.
- ナイトメア・バスター TVサイズ ver.
- スターレイン TVサイズ ver.
- 真実のヒカリ TVサイズ ver.
- ゴー！ゴー！ TVサイズ ver.
- Affection TVサイズ ver.
- ベリメリ TVサイズ ver.
- なないろ♫メロディ TV ver.
- LOVE THE WORLD TV ver.
- Angels
- Fuel My Soul
- 涙尽鈴音響
- キンカクジ
- BLAZE UP
- 創痕
- Miracles may（WK ver.）
- ぱわー
- 虹がでるまで
- Soul for the Sword
- ロックンロール☆バレンタイン
- LOVE THE WORLD TVサイズ ver.
- スカイラブハリケーン TVサイズ ver.
- GRIND（WK ver.）
- Killing Look
- Temple of Soul
- Brindiamo！ -俺たちに乾杯-
- RIGHT HERE RIGHT NOW
- 結晶（WK ver.）
- Are One
- Cold Metal
- Break the Chains
- Memento Vivere ～生きることを忘れないで～
- 残光
- VLG
- I Bless Thy Life
- 結晶
- 煌星
- 孤高之魂魄
- 陽炎
- 落葉
- くるり 桜 ひらり
- 追憶の風
- STILL
- Miracles may
- サイン
- さめない熱
- 青い記憶
- RISE ON GREEN WINGS
- ANGEL'S LADDER
- Shadow in the dark
- 天意悠久
- ガラスのくつ
- 沙耶の唄
- とある竜の恋の歌
- Lamento
- 賛えし闘いの詩

### 主な漫画
- 海法紀光『がっこうぐらし!』（2012年7月 - 2020年1月 まんがタイムKRコミックス）
- 鋼屋ジン『ダイン・フリークス D.Y.N.FREAKS』（2013年5月 - 2014年6月 ドラゴンコミックスエイジ）

### 特撮
- 仮面ライダー鎧武/ガイム（2013年、脚本〈虚淵玄、七篠トリコ、砂阿久雁、鋼屋ジン、海法紀光〉、原案〈鋼屋ジン〉、監修〈虚淵玄〉）
- 劇場版 仮面ライダー鎧武 サッカー大決戦!黄金の果実争奪杯!（2014年、脚本〈鋼屋ジン〉、脚本監修〈虚淵玄〉）
- 仮面ライダー×仮面ライダー ドライブ&鎧武 MOVIE大戦フルスロットル（2014年、脚本〈鋼屋ジン〉）
- 鎧武/ガイム外伝 仮面ライダー斬月/仮面ライダーバロン（2015年、脚本〈鋼屋ジン〉）
- 鎧武/ガイム外伝 仮面ライダーデューク/仮面ライダーナックル（2015年、脚本〈鋼屋ジン〉）

### その他
- マブラヴ（アダルトゲーム（アージュ製作）：メカニックデザイン協力〈仁Niθ〉）
- マブラヴ オルタネイティヴ（アダルトゲーム（アージュ製作）：メカニックデザイン協力〈仁Niθ〉）
- 夜明け前より瑠璃色な（アダルトゲーム（オーガスト製作）：3DCG・デザイン協力）
- クイーンズゲイト 門を開く者 アリス（対戦型ビジュアルブック（ホビージャパン刊）：協力）
- fortissimoシリーズ（PCゲーム（La'cryma製作）：メイン武器デザイン〈石渡マコト〉）
- 伏 銀華と氷刃の猟奇録（ドラマCD、シナリオ〈七篠トリコ〉、キャラクターデザイン〈三杜シノヴ〉）
- ROBOTICS;NOTES（Xbox 360・PlayStation 3用ゲーム（MAGES.（5pb.）製作）：協力）
- ちみキャラさいこぱす（ニトロプラス＆Production I.G制作ミニADVゲーム）
- ウルトラ怪獣擬人化計画（KADOKAWA／アスキー・メディアワークス『電撃ホビーマガジン』『電撃G's magazine』連載 キャラクターデザイン）
- 舞台『仮面ライダー斬月』-鎧武外伝-（シリーズ原案・監修〈虚淵玄〉、脚本協力〈鋼屋ジン〉、主催）
- 魔法少女まどか☆マギカ scene0（スマートフォン向けゲームアプリ、シナリオ〈下倉バイオ〉、開発協力）[9]

## その他開発協力
- ちびママ（アダルトゲーム（CoreMoreco製作）ホビボックスとの共同製作：製作指揮・原画）
- シャマナシャマナ 〜月とこころと太陽の魔法〜（アダルトゲーム（キャラメルBOX製作）：プロデュース等・制作協力）
- 処女はお姉さまに恋してる（アダルトゲーム（キャラメルBOX製作）：プロデュース等・制作協力）
- 魔法少女まどか☆マギカ ポータブル（コンシューマゲーム、バンダイナムコゲームスとの共同製作：プロデュース・企画協力・シナリオ監修等）
- ガンスリンガー ストラトス（アーケードゲーム（スクウェア・エニックス製作）：原案、世界観設定、シナリオ）
- ニトロプラス ブラスターズ（制作エクサム）
- 刀剣乱舞（オンラインブラウザゲーム、DMM.comとの共同製作：原作・キャラクターデザイン）
- 凍京NECRO〈トウキョウ・ネクロ Defenders〉
- 凍京NECRO＜トウキョウ・ネクロ＞ SUICIDE MISSION
- 咲う アルスノトリア（アプリゲーム：原作、原案・メインシナリオ、キャラクターデザイン）

## スタッフ
- プロデュース：でじたろう（小坂崇氣）
- 製作指揮：虚淵玄
- 製作進行：まさかり
- ディレクション：虚淵玄、どいよしなお、おがみけいち、小鞠
- シナリオ：虚淵玄、下倉バイオ、分解刑
- 原画：きんりきまんとう
- グラフィック：りんごキック、おがみけいち、ぺはら塗装、三杜シノヴ、山田外朗、猫缶まっしぐら
- キャラクターデザイン：太田幼女
- メカニックデザイン：石渡マコト、太田幼女
- デザイン：yoshiyuki、Mzk
- WEBデザイン：ぺはら塗装
- アートディレクション：難中亭多楽
- 3DCG：パーヤン、麻生さん、イム、K、G=2008、オガタガクオ
- スクリプト：徒歩十分
- 品質管理：ピエール、りんと
- 開発：usao.exe、もりた
- 広報：ニトロくん、あっきゅん、艦長RX、電柱路傍
- イベント：さとゆう
- ニトロプラスオンラインストア（通販）店長：不動
- 映像制作・撮影監督：七薙（佐々木元）

## 元スタッフ
- プロデュース：北岡功[10]
- ディレクション：北岡功
- シナリオ：涼風涼、七篠トリコ、奈良原一鉄、鋼屋ジン[11]、嶋流[12]、大樹連司[13]、一肇[14]
- 原画：中央東口、矢野口君、Niθ、津路参汰[15]、なまにくATK[16]
- グラフィック：よう太、縞うどん、大熊猫介、minoa[17]、ゆーぽん[18]、津路参汰
- SDキャラ原画：ゆーぽん
- 3DCG：安田現象
- 音楽：南野信吾
- 映像制作：伊東ライフ
- 広報・営業：ジョイまっくす
- 広報・企画：戸堀賢治（所属当時名義：ニトロくん（2代目））